# Geispitzen
Geispitzen (prononcer [gaiʃpitsən] ; Geischpìtza en alsacien) est une commune française située dans la circonscription administrative du Haut-Rhin et, depuis le 1er janvier 2021, dans le territoire de la Collectivité européenne d'Alsace, en région Grand Est.
Cette commune se trouve dans la région historique et culturelle d'Alsace.
Le territoire de Geispitzen a connu une occupation humaine dès le Néolithique. Plus tard, deux établissements gallo-romains y ont été repérés ; en effet, il reste sur le territoire de la commune des vestiges de la voie romaine Kembs-Besançon. Un village, disparu avant l'époque médiévale, se situait également au lieu-dit Altrad. La première mention du nom de la commune remonte à l'an 1267.
Le village a bénéficié de deux périodes de construction remarquables : l'une à la fin du XVIe siècle et au début du XVIIe siècle, la seconde à la fin du XVIIe siècle après la guerre de Trente Ans. Le village a subi de nombreuses destructions pendant la Seconde Guerre mondiale. Un lotissement y voit le jour vers 1970.
Ses habitants sont appelés les Geispitzenoises et Geispitzenois.

## Toponymie
Le nom Geispitzen est l’adaptation franco-allemande du nom alsacien Geischpìtza, antérieurement d’origine latine.
En l’an 1188, on retrouve le nom de Cespite (du latin cæspitem, accusatif de cæspes, « motte de gazon » ; « maisonnette fabriquée avec des mottes gazon » ; « terrain gazonné » ou « pelouse » ; « contrée verdoyante »).
À partir de 1580, le nom devient tel qu’on le connaît aujourd’hui : Geispitzen, car réformé selon une fausse étymologie germanisante pensée sur le radical *spitz (c’est-à-dire « pointe »), l’Alsace faisant alors partie du Saint-Empire.

## Géographie
La commune de Geispitzen est située sur le territoire français, en Alsace, à environ 25 km de la frontière allemande, et environ 20 km au nord de la ville suisse de Bâle. Côté français, elle est située à environ 20 km au sud de Mulhouse, et 500 km à vol d'oiseau de Paris. Strasbourg, capitale régionale et siège du Parlement européen est, quant à elle, située à 127 km du village.
|           | Schlierbach |          |
|           | Geispitzen  | Kembs    |
| Kœtzingue | Waltenheim  | Sierentz |

### Hydrographie
La commune est située dans le bassin versant du Rhin au sein du bassin Rhin-Meuse ; elle n'est drainée par aucun cours d'eau,.

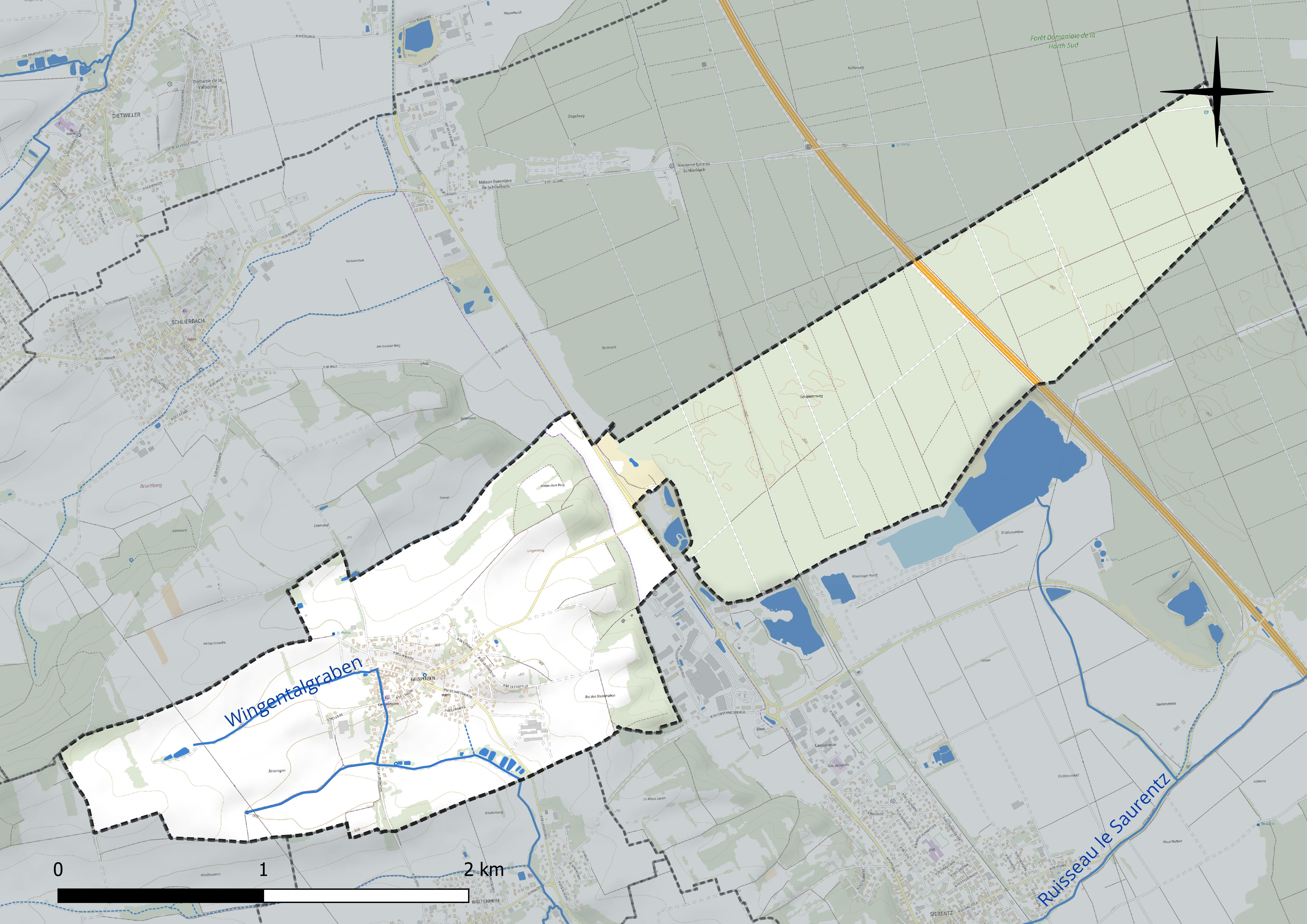
Réseau hydrographique de Geispitzen.

### Climat
Pour des articles plus généraux, voir Climat du Grand Est et Climat du Haut-Rhin.
En 2010, le climat de la commune est de type climat océanique altéré, selon une étude du Centre national de la recherche scientifique s'appuyant sur une série de données couvrant la période 1971-2000. En 2020, Météo-France publie une typologie des climats de la France métropolitaine dans laquelle la commune est exposée à un climat semi-continental et est dans la région climatique  Alsace, caractérisée par une pluviométrie faible, particulièrement en automne et en hiver, un été chaud et bien ensoleillé, une humidité de l’air basse au printemps et en été, des vents faibles et des brouillards fréquents en automne (25 à 30 jours).
Pour la période 1971-2000, la température annuelle moyenne est de 10,2 °C, avec une amplitude thermique annuelle de 17,6 °C. Le cumul annuel moyen de précipitations est de 619 mm, avec 8,4 jours de précipitations en janvier et 9,5 jours en juillet. Pour la période 1991-2020, la température moyenne annuelle observée sur la station météorologique de Météo-France la plus proche, « Mulhouse », sur la commune de Mulhouse à 11 km à vol d'oiseau, est de 11,1 °C et le cumul annuel moyen de précipitations est de 747,6 mm. 
La température maximale relevée sur cette station est de 39,4 °C, atteinte le 13 août 2003 ; la température minimale est de −21,5 °C, atteinte le 10 février 1956,,.
Les paramètres climatiques de la commune ont été estimés pour le milieu du siècle (2041-2070) selon différents scénarios d'émission de gaz à effet de serre à partir des nouvelles projections climatiques de référence DRIAS-2020. Ils sont consultables sur un site dédié publié par Météo-France en novembre 2022.

## Urbanisme

### Typologie
Au 1er janvier 2024, Geispitzen est catégorisée petite ville, selon la nouvelle grille communale de densité à sept niveaux définie par l'Insee en 2022.
Elle est située hors unité urbaine. Par ailleurs la commune fait partie de l'aire d'attraction de Bâle - Saint-Louis (partie française), dont elle est une commune de la couronne,. Cette aire, qui regroupe 94 communes, est catégorisée dans les aires de 200 000 à moins de 700 000 habitants,.

### Occupation des sols
L'occupation des sols de la commune, telle qu'elle ressort de la base de données européenne d’occupation biophysique des sols Corine Land Cover (CLC), est marquée par l'importance des forêts et milieux semi-naturels (54,2 % en 2018), une proportion sensiblement équivalente à celle de 1990 (53,5 %). La répartition détaillée en 2018 est la suivante : 
forêts (54,2 %), terres arables (40,2 %), zones urbanisées (5,1 %), eaux continentales (0,4 %), mines, décharges et chantiers (0,1 %). L'évolution de l’occupation des sols de la commune et de ses infrastructures peut être observée sur les différentes représentations cartographiques du territoire : la carte de Cassini (XVIIIe siècle), la carte d'état-major (1820-1866) et les cartes ou photos aériennes de l'IGN pour la période actuelle (1950 à aujourd'hui).

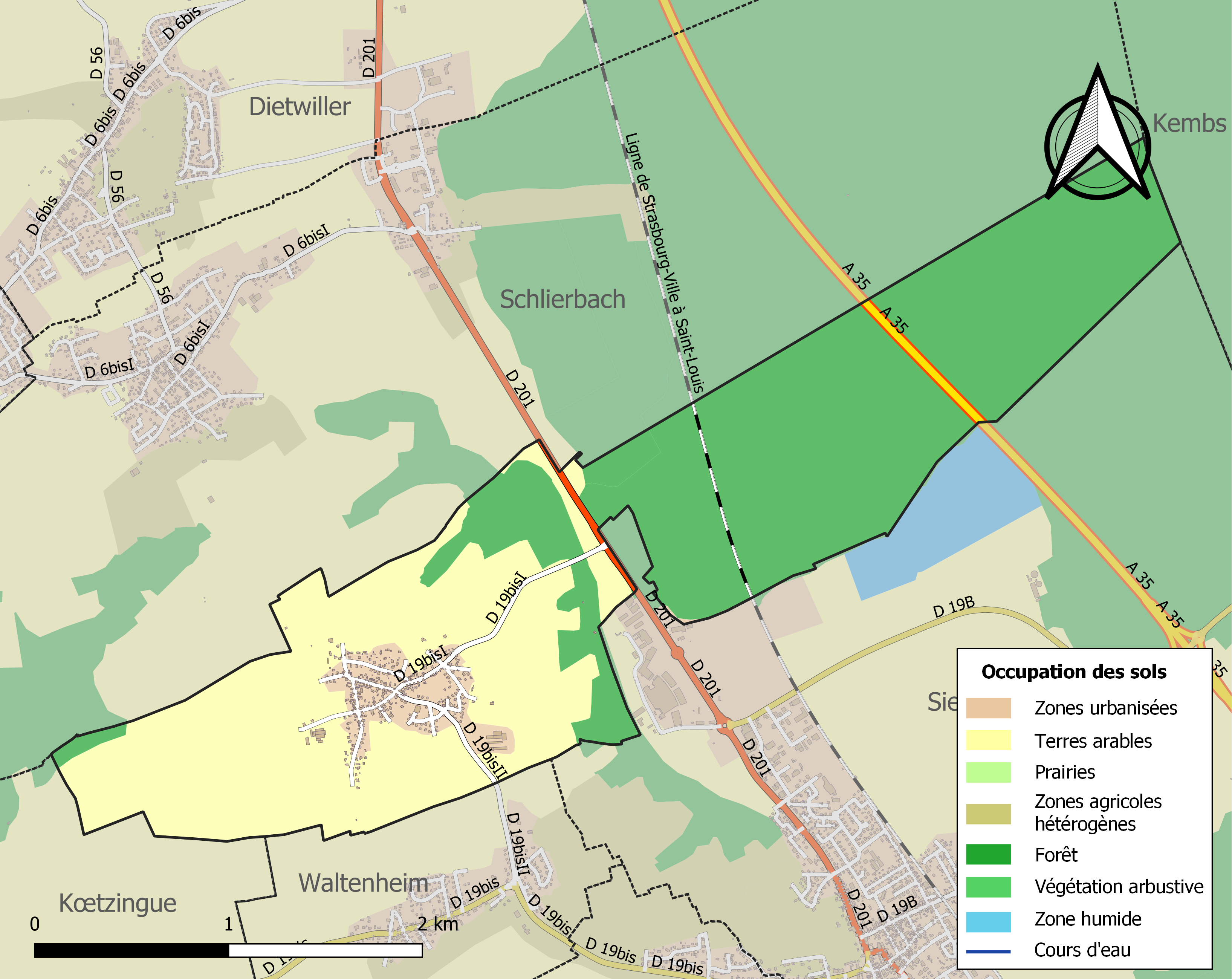
Carte des infrastructures et de l'occupation des sols de la commune en 2018 (CLC).

## Histoire
Origines :
Le ban de Geispitzen connut une occupation néolithique rubanée. Deux établissements gallo-romains y ont été repérés. Par ailleurs on y a relevé des vestiges de la voie romaine Kembs-Besançon. Le lieu-dit « Beim hohem Stein » rappelle le souvenir d'une borne plantée le long de cette route.
Un village, disparu avant l'époque médiévale, se situait au lieu-dit Altrad. La première mention du nom de la commune remonte à l'an 1267.
Seigneurs :
Geispitzen faisait partie des biens patronymiques des Habsbourg intégré au bailliage de Haut-Landser. La famille de Waldner-Freundstein y détenait des possessions.
Paroisse :
Geispitzen possédait une chapelle dédiée à saint Germain, dont le droit de collation revenait jusqu'à la Révolution aux nobles de Waldner-Sierentz. Filiale de la paroisse
de la Hochkirch de Sierentz elle relevait du chapitre rural Inter-Colles de Bâle. Il fallut attendre l'année 1807 pour la création d’une paroisse indépendante et la construction de l'église Saint-Jean-Baptiste.
Développement :
Le village bénéficia de deux périodes de construction remarquables, l'une à la fin du XVe siècle et au début du XVIe siècle, la deuxième à la fin du XVIe siècle après la guerre de Trente Ans. La population double pendant la seconde moitié du XVIIe siècle. Un siècle plus tard, elle chute à nouveau pour ne remonter qu'à partir de 1970. Néanmoins, Geispitzen n'est aujourd'hui qu'un village-dortoir qui ne connaît aucune activité commerciale ni artisanale et où seules subsistent 5 exploitations agricoles.
Œuvres détruites :
La première mairie-école était située jusqu'en 1900 à l'emplacement de la maison au no 3 rue du Général Koenig.
Une fontaine, située au carrefour des rues du Général de Gaulle et du Général Koenig, fut édifiée en 1868 par le maître tailleur de pierre Urs Bargetzi de Soleure (Suisse).
La fontaine se composait d'une auge de 5 m de long et d'une colonne. Elle fut détruite vers 1965 puis remplacée par une fontaine moderne.
Par ailleurs, 6 puits publics avec auges situés dans les rues ont disparu.
L'établissement de cure fondé en 1893 par le curé Ellerbach, disciple du curé Kneipp, fut détruit en 1915 par faits de guerre.
Œuvres non-étudiées :
Oratoire rue de la Chapelle (reconstruit en 1969 en souvenir d'un précédent oratoire de 1855, situé au carrefour de la rue du Général de Gaulle et de la rue des Fleurs).
Borne datée 1658 et portant les armoiries du village : « d'azur à une croix haussée alésée et à double traverse d'or... »

### Héraldique
| Blason de Geispitzen | Les armes de Geispitzen se blasonnent ainsi : « D’azur à la croix de Lorraine d’or accostée de deux branches de chêne d’argent englantées d’or. » |

## Politique et administration
| Période                                  | Période                   | Identité                                         | Étiquette | Qualité   |
| ---------------------------------------- | ------------------------- | ------------------------------------------------ | --------- | --------- |
| ?                                        | ?                         | Albert Dollmann                                  |           |           |
| mars 2001                                | 2008                      | Gérard Issner                                    |           |           |
| mars 2008                                | En cours (au 31 mai 2020) | Christian Baumlin Réélu pour le mandat 2020-2026 |           | Ingénieur |
| Les données manquantes sont à compléter. |                           |                                                  |           |           |

## Démographie
L'évolution du nombre d'habitants est connue à travers les recensements de la population effectués dans la commune depuis 1793. Pour les communes de moins de 10 000 habitants, une enquête de recensement portant sur toute la population est réalisée tous les cinq ans, les populations de référence des années intermédiaires étant quant à elles estimées par interpolation ou extrapolation. Pour la commune, le premier recensement exhaustif entrant dans le cadre du nouveau dispositif a été réalisé en 2006.

En 2022, la commune comptait 512 habitants, en évolution de +14,29 % par rapport à 2016 (Haut-Rhin : +0,66 %, France hors Mayotte : +2,11 %).
| 1793 | 1800 | 1806 | 1821 | 1831 | 1836 | 1841 | 1846 | 1851 |
| ---- | ---- | ---- | ---- | ---- | ---- | ---- | ---- | ---- |
| 362  | 350  | 390  | 470  | 463  | 477  | 481  | 477  | 473  |

| 1856 | 1861 | 1866 | 1871 | 1875 | 1880 | 1885 | 1890 | 1895 |
| ---- | ---- | ---- | ---- | ---- | ---- | ---- | ---- | ---- |
| 407  | 430  | 444  | 434  | 413  | 425  | 406  | 409  | 400  |

| 1900 | 1905 | 1910 | 1921 | 1926 | 1931 | 1936 | 1946 | 1954 |
| ---- | ---- | ---- | ---- | ---- | ---- | ---- | ---- | ---- |
| 406  | 386  | 378  | 334  | 316  | 324  | 325  | 291  | 294  |

| 1962 | 1968 | 1975 | 1982 | 1990 | 1999 | 2006 | 2011 | 2016 |
| ---- | ---- | ---- | ---- | ---- | ---- | ---- | ---- | ---- |
| 298  | 303  | 306  | 395  | 441  | 418  | 412  | 424  | 448  |

| 2021 | 2022 | - | - | - | - | - | - | - |
| ---- | ---- | - | - | - | - | - | - | - |
| 509  | 512  | - | - | - | - | - | - | - |

- Population provisoire pour 2006 : 412.
- Population en 2013 : 485.
- Population en 2019 : 502.

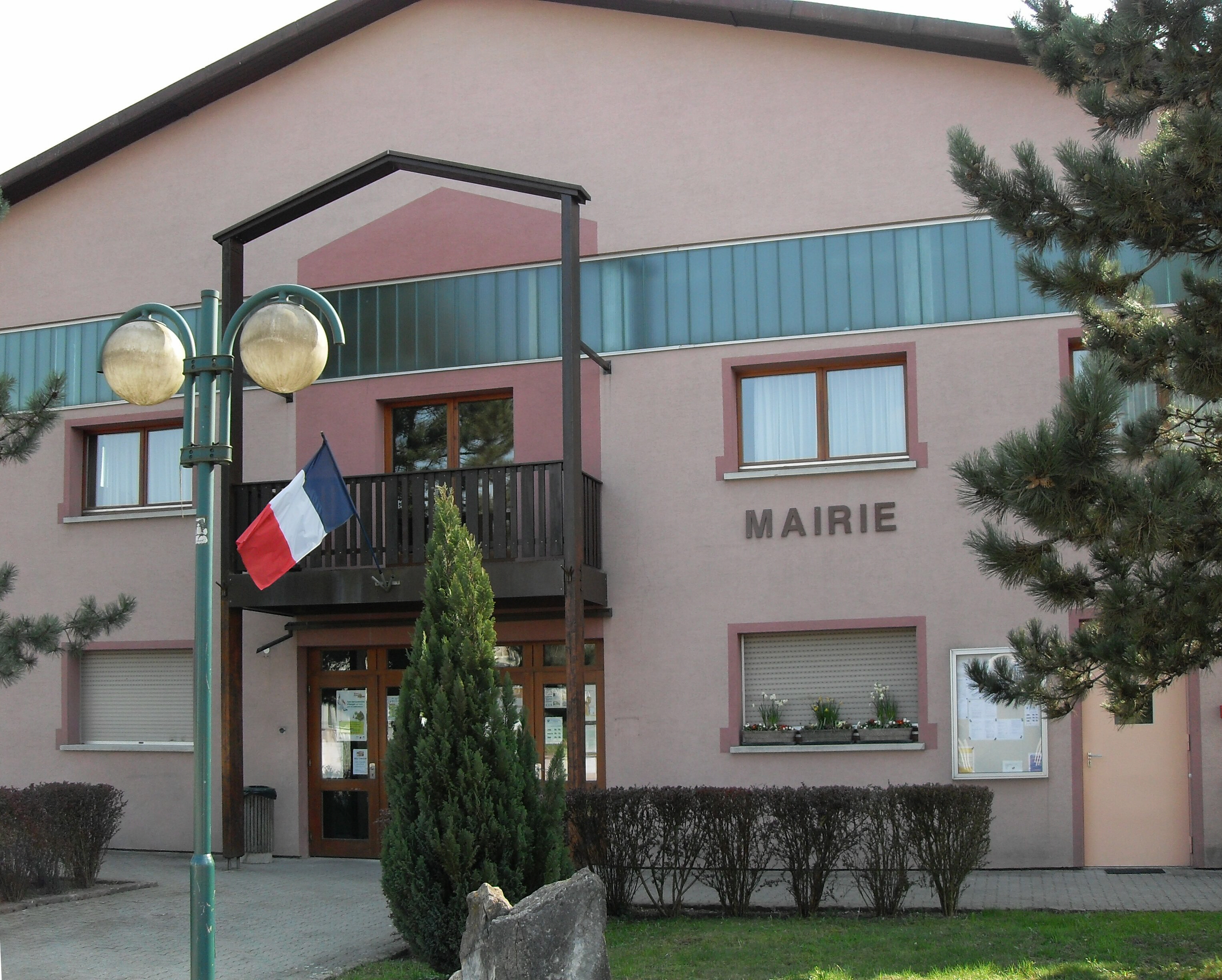
La mairie et salle polyvalente.
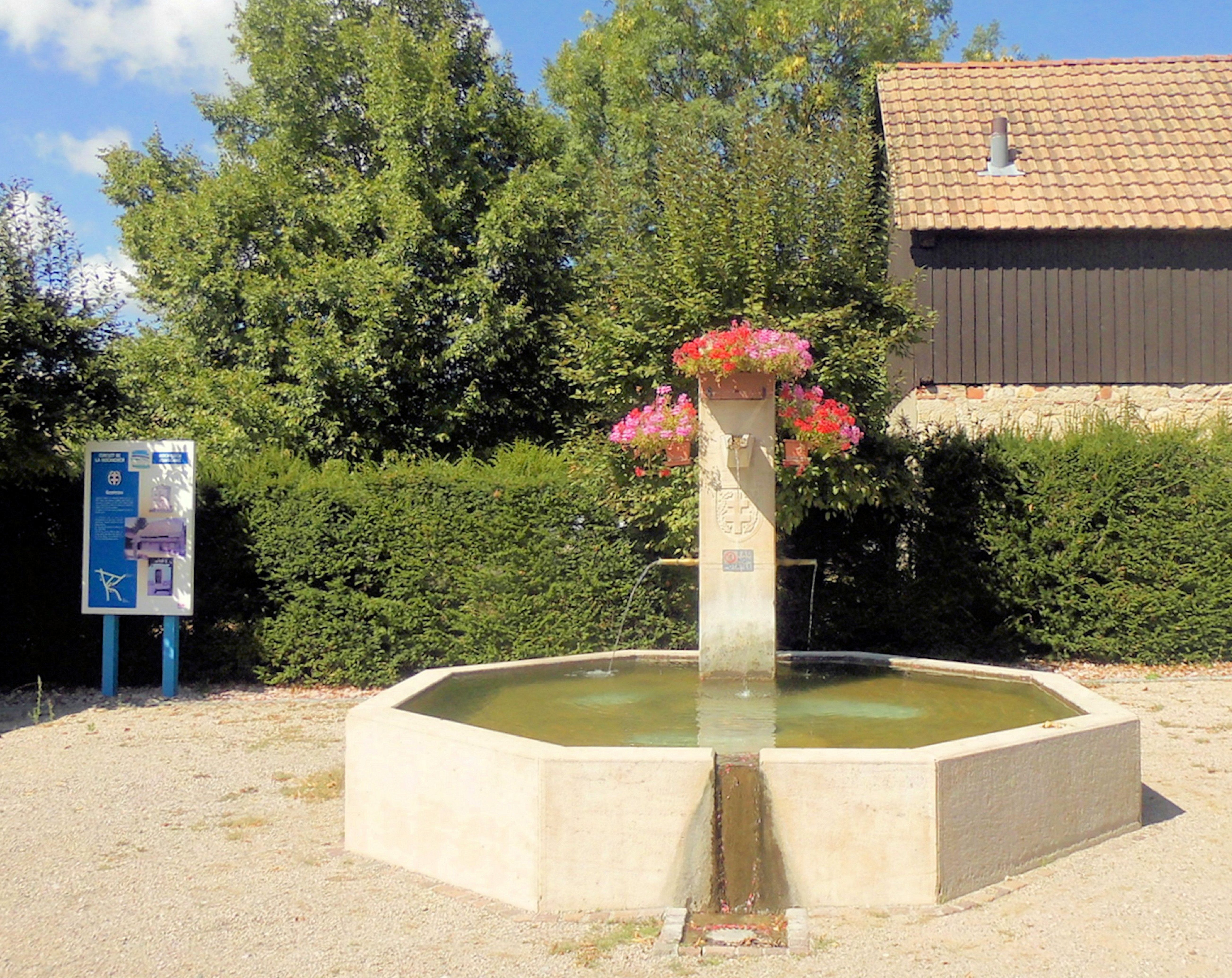
La fontaine.
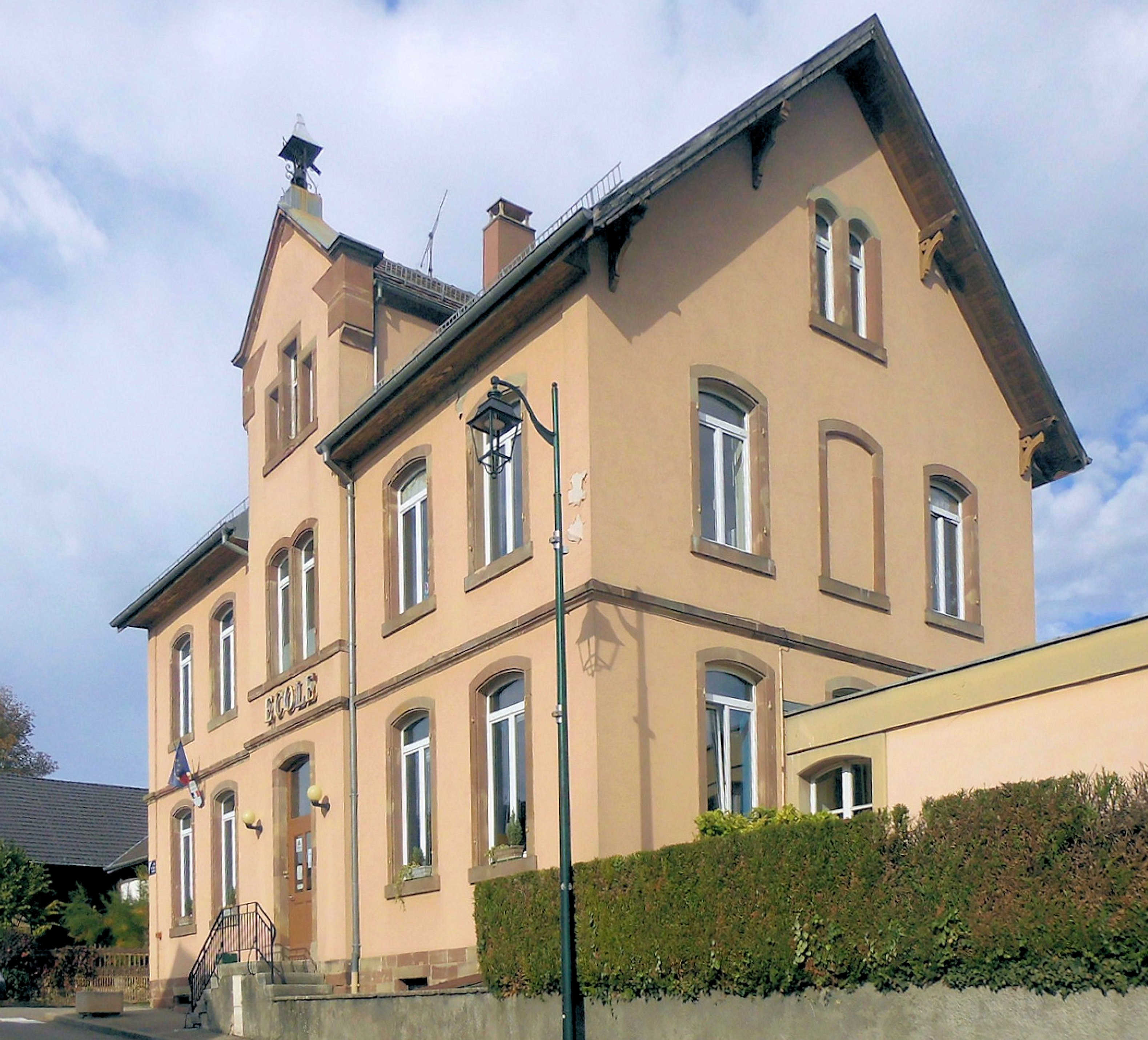
L'école primaire intercommunale.

## Personnalités liées à la commune
- Léon Hégelé (1925-2014), curé de Geispitzen avant de devenir évêque auxiliaire de Strasbourg (1985-2000) et évêque titulaire d'Utique (1985-2014).